# Universität Karlstad

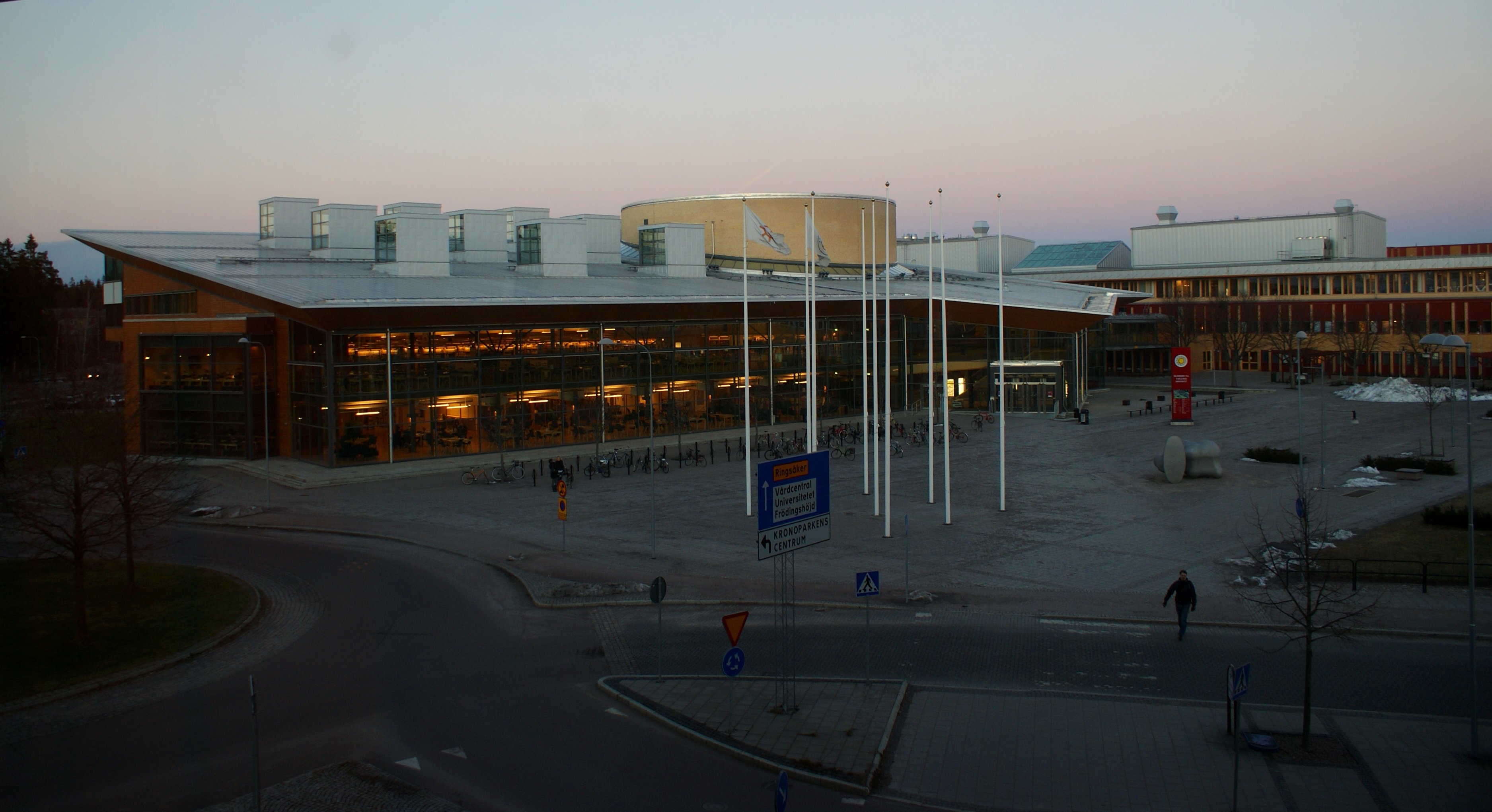
Universitätsbibliothek Karlstad

Die Universität Karlstad (schwedisch: Karlstads universitet) ist eine staatliche Universität in der schwedischen Stadt Karlstad. Mit rund 16.000 Studenten und 1.100 wissenschaftlichen Angestellten (2014) gehört sie zu den kleineren Universitäten Skandinaviens. Das Motto der Universität ist Sapere aude.
Die Universität geht auf die 1977 gegründete Hochschule Karlstad (schwedisch: Högskolan i Karlstad) zurück und erhielt 1999 den Status einer Universität.

## Fakultäten
Es gibt 2 Fakultäten.
Teil der geisteswissenschaftlichen Fakultät ist seit dem Jahr 2002 die Musikhochschule Ingesund (schwedisch: Musikhögskolan Ingesund), die allerdings in der Stadt Arvika, ca. 80 km westlich von Karlstad liegt.